# Богдан Раденковић
Богдан Раденковић (Србовац крај Звечана 1874 — Солун, 30. јул 1917) био је један од оснивача Црне руке и координатор четништва у Македонији.

## Организатор четничке акције
Рођен је 1874. године у Србовцу крај Косовске Митровице. Завршио је после основне школе, Галатасарајски лицеј у Цариграду положивши матурски испит 1896. године. Био је професор Српске гимназије у Скопљу и помагао у митрополијском двору. Раденковић је радио у Скопљу као секретар Скопске митрополије. На том положају имао је бројне контакте са Србима и са конзулатима Србије, Русије и Француске. Налазио се на челу Српске просветне организације у Турској царевини. Богдан Раденковић је био члан скопскога одбора српске организације и главни организатор српске четничке акције у Османском царству. У јавности се представљао као лојалан грађанин Османскога царства, а заправо је био посредник између српскога конзулата и четника и свих који су подржавали српску четничку акцију. Током 1905. године турска полиција је ухватила једнога сељака, који је након мучења признао да је Раденковић председник српскога комитета у Скопљу. На суђењу у Скопљу сељак је порекао исказ изнуђен силом, па је Раденковић ослобођен оптужбе. Раденковић је био у честом контакту са српским вицеконзулом у Скопљу Миланом Ракићем, са којим се договарао поверљиве послове за српску револуционарну организацију. Током 1907. међу организаторима српске четничке акције дошло је до поделе на две струје, на конзулатску и митрополитску струју. Скопски владика Вићентије Крџић се налазио на челу митрополитске струје и настојао је да потпуно преузме руковођење и револуционарном организацијом и школством у Македонији. Богдана Раденковића су током тога сукоба оптужили за проневере и убиства, а он је заједно са групом људи тражио да га преместе ван рејона српскога конзулата у Скопљу. Отишао је у Београд где је успио да реши ситуацију у корист конзулске струје.

## Оснивање српске демократске лиге
Након Младотурске револуције 1908. године Срби мењају начин рада и једно време обуставља се оружана борба и прелази се на политичку борбу. На Првој српској конференцији у Скопљу учествовало је 26 најугледнијих Срба у Османском царству. Изабран је централни одбор на чијем челу је био Богдан Раденковић. Основали су Српска демократска лига у Отоманској царевини, прву политичку странку Срба у Османском царству. Крајем 1909. године Богдан Раденковић је био умешан у кожљанску аферу. Тада су након неких убистава и истраге похапшени многи истакнути чланови српске организације у околини Скопља. Један од ухапшених је током истраге окривио Раденковића да је један од главних иницијатора убистава, па је био присиљен да напусти Скопље. Касније се афера смираила захваљујући подмићивању турских власти. Током 1910. Раденковић је упућен да у Цариград да тамо представља Србе у Отомаском царству. Ургирао је код турских власти да се обустави терор над српским становништвом у гњиланској кази. Порта је негирала насиље на Косову тврдећи да се ради о измишљотинама.

## Кандидат за владику
Током 1911. године Рашко-призренски владика Нићифор Перић повукао се са положаја због неслагања са српском дипломатијом. Цариградска патријаршија је по жељи српске дипломатије на то место поставила Гаврила Дожића. Док се чекало одобрење турских власти српска влада је променила одлуку и преко конзула наложила народу да тражи да се за владику именује Богдан Раденковић. Тај захтев је довео до поделе верника, а Раденковић ипак није изабран за владику. Пред избијање Првога балканскога рата Раденковић је добио задатак да покуша да оствари сарадњу са албанским вођама у рату против Турске. Током септембра 1912. организовано је велико извиђање на Косову, а Богдан Раденковић је предводио једну од четири групе официра. Отишли су на разговоре са Исом Бољетинцом, али нису успели да наговоре Албанце да се не боре на турској страни.

## Црна рука
Био је иницијатор стварања Црне руке 1911. године и њен члан. Заједно са Љубомиром Јовановићем и Војиславом Танкосићем написао је правила организације "Уједињење или Смрт“. Правила су написали по узору на слична немачка тајна националистичка удружења и на италијанске карбонаре. Кандидовао се током 1912. године на положај Рашко-призренског епископа, али након неуспешне кандидатуре вратио се у Скопље. Касније је тврдио да је тај положај требало да му послужи као база за активности у Османском царству.

## Обавештајна служба у Корчи
Након окупације Србије 1915. године повукао се преко Црне Горе и Албаније на Крф, па онда у Атину, где је раније радио.
За време повлачења разболио се од туберкулозе. Раденковића су упутили у Корчу са задатком да организује обавештајну службу и да преко поверљивих људи успостави везу са окупираном земљом. У околини Корче остао је до изненадне бугарске офанзиве августа 1916. године. За време бекства из Корче замало није заробљен. Због назеба током бега погоршало му се здравље, па је лекар препоручио да оде у Египат, али Никола Пашић је одлагао његово одсуство.

## Солунски процес
Српска врховна команда је 15. марта 1917. године упутила налог за његово хапшење. Главни оптужени био је Драгутин Димитријевић Апис. И за Раденковића се наводило да је умешан у план атентата на српскога престолонаследника Александра Карађорђевића и на Николу Пашића. Уследио је Солунски процес. За Раденковића није било никаквих конкретних доказа, па су га оптуживали да је члан илегалне организације "Уједињење или смрт" и да је 9. маја 1911. био један од писаца устава организације. Умро је у затворској болници 30. јула 1917. године.